# Ingvar Jigrud
Ingvar Jigrud, född 1918 i Åsele, död 1994, var en svensk målare, dekorationsmålare och skulptör. 
Jigrud gick en hantverksutbildning vid dekorativa Statens Hantverksinstitut i Stockholm samt studerade vid fortbildningsakademien. Bland hans offentliga arbeten märks en träskulptur av polykromt trä vid Luleå tekniska universitet och målningen Årstider vid gymnasieskolan i Boden samt en marmorintarsia vid Björknäsgymnasiet. Han tilldelades Expressens konststipendium 1955 samt statens arbetsstipendium åren 1972, 1973 och 1978. Hans konst består av Norrlandsmiljöer med fjällens snabba ljusväxlingar och dramatik i en romantisk anda samt träskulpturer och mosaikarbeten. En minnesutställning med hans konst visades i Åkersberga 2001, Åsele 2002, Boden 2003 och på Sunderby Konstskola 2024. Han var medlem i den lösa konstnärsgruppen Bodenskolan. Jigrud är representerad vid Statens konstråd och i ett flertal kommuner och landsting. Sedan 2018 delas Ingvar Jigruds konstnärsstipendium ut vartannat år. Det sker i samarbete med sonen Tommy Jigrud och hans hustru Raija, samt Länskonsthallen Havremagasinet i Boden och Sunderby Konstskola.